# John Duigan
John Duigan (Hartley Wintney, 19 juni 1949) is een Australisch filmregisseur en scenarioschrijver. Hij is vooral bekend om zijn twee autobiografische films The Year My Voice Broke en Flirting en de film Sirens uit 1994, met Hugh Grant in de hoofdrol.

## Biografie
John Lawless Duigan werd geboren op 19 juni 1949 in Hartley Wintney (Engeland) als zoon van een Australische vader. In 1961 emigreerde hij naar Australië. Hij studeerde filosofie aan de Universiteit van Melbourne en behaalde er in 1973 zijn diploma. Hij werkte als filmregisseur in zowel Australië als in Europa en de Verenigde Staten. Sinds juli 2013 is hij getrouwd met actrice Nammi Le.

## Filmografie

### Acteur
- Bonjour Balwyn (1971)
- Come Out Fighting (1973)
- Dalmas (1973)
- The Firm Man (1975, onvermeld)
- Vietnam (1987, tv-serie) - aflevering 1.7
- Sirens (1994)
- Dr. Terrible's House of Horrible (2001, tv-serie) - aflevering "And Now the Fearing..."
- Careless Love (2012)

### Regisseur
- The Firm Man (1975)
- The Trespassers (1976)
- Mouth to Mouth (1978)
- Dimboola (1979)
- Winter of Our Dreams (1981)
- Far East (1982)
- One Night Stand (1984)
- Winners (1985, tv-serie) - aflevering: "Room to Move"
- The Year My Voice Broke (1987)
- Vietnam (1987, miniserie)
- Fragments of War: The Story of Damien Parer (1988, tv-film)
- Romero (1989)
- Flirting (1991)
- Wide Sargasso Sea (1993)
- Sirens (1994)
- The Journey of August King (1995)
- The Leading Man (1996)
- Lawn Dogs (1997)
- Molly (1999)
- Paranoid (2000)
- The Parole Officer (2001)
- Head in the Clouds (2004)
- The Engagement (2011)
- Careless Love (2012)